# Georges Ignace Debels
George Debels (Antwerpen, 12 augustus 1890 – Amsterdam, 20 december 1973)  was een pionier op het gebied van animatiefilms in Nederland, en illustrator en schrijver van kinderboeken.

## Levensloop
George Debels was de zoon van Damasien Martin Joseph Gilles Debels en Leopoldine Rosalie Dewael. In 1914, tijdens de Eerste Wereldoorlog, vluchtte Debels naar Amsterdam. Hij werkte hij als constructeur bij Spyker in Amsterdam. In 1916 begon hij tekenfilms te maken. Op 23 augustus 1923 trouwde hij in Amsterdam met de Nederlandse Johanna Bernardina Gerardina Stenacker. Het echtpaar kreeg twee kinderen.
In 1973 overleed Georges op 83-jarige leeftijd.

## Loopbaan
Debels gebruikte meerdere pseudoniemen: Mac Djorski (animatiefilms), Joe Sten (strips, afgeleid van de naam van zijn vrouw), Ignace del Bès (geïllustreerde kinderboeken) en Joss d'Anvers .
In 1916 voltooide hij zijn eerste animatiefilm (De wonderdroom van Keesje), de vroegst bekende Nederlandse animatiefilm. In het interbellum startte hij, met hulp van de Pools-joodse bioscoopeigenaar Abraham Tuschinski, een eigen filmstudio voor het maken van animaties. Het bedrijf is echter nooit ingeschreven bij de Kamer van Koophandel. In samenwerking met o.a. Alex Benno, Otto van Neijenhoff, Abraham Tuschinski, Filmfabriek Hollandia, Remaco en Rex-film kwamen meerdere films tot stand.
In 1925 maakte hij een animatiefilm met muziek van R. Planquette (Sambre et Meuse). Toen in 1928 de Centrale Commissie voor de Filmkeuring haar werkzaamheden begon waren de eerste zeventien films, die werden gekeurd, van Debels. Van 1931 tot 1935 werkte hij voor Otto Neijenhoff’s film factory IWA.
In een interview uit 1938 gaf hij te kennen dat voor het maken van goede animatiefilms, die concurrerend waren met de internationale, in Nederland de juiste instelling van de opdrachtgevers en de wil om voldoende te investeren ontbrak. In zijn latere loopbaan gebruikte hij zijn talenten vooral als illustrator en het schrijven en illustreren van stripboeken voor kinderen.

## Animatietechnieken
Debels had als militair een opleiding gehad tot technisch tekenaar, de animatietechnieken leerde hij zichzelf aan of bedacht ze. Hij werkte met allerlei technieken en ook wel een mix ervan. In de eerste films vooral de tekenanimatie, waarbij een reeks getekende plaatjes werd gebruikt. Later ook de stop-motion, silhouettenfilm, self-figuration en poppenfilms, de filmpjes werden ook wel voorzien van tussentitels en tekstballonnen.
Voorbeelden

Tekenanimatie, mechanisch orgel bestaande uit 10 tekeningen.
tapijtknopen, stop-motion bestaande uit 11 foto's.

## Oeuvre

### Films
- De wonderdroom van Keesje, 1916
- Een avontuurtje in 't luchtruim, A. Benno & G. Debels, (E.L.T.A. - Eerste Luchtverkeer Tentoonstelling), 1919.
- Groote keuring en tentoonstelling van bloemen en planten, Haarlem, (regisseur, Filmfabriek Hollandia), 1919.
- Reclamefilm voor tentoonstelling in Haarlem, trucfilm, 1919.
- De eerste twist tusschen het jonge paar, (Van den Bergh, Blue Band margarine), 1920.
- Het geheim van den kok, (Van den Bergh, Blue Band margarine), 1920.
- Maan, (animatie), 1921
- Niemeyer pijptabak, 1923.
- De Dierenmars, 1925.
- De mysterieuse gentleman, ( Chief Whip Sigaretten), 1926.
- Verslag van het bezoek van Josephine Baker aan Volendam, 1928.
- Une bonne recette, (bierbrouwer De Gekroonde Valk), 1928.
- Bierglazenwedstrijd, Amstel bier, 1929.
- De Wind, (Mac Djorski), 1929 [1].
- Eind goed, al goed, (Inventa-gasfornuizen), 1929.
- Ko de Koe (Friesche Vlag), 1932.
- De geheimzinnige kist, 1933.
- Het ontbijt, (Otto van Neijenhoff, tekeningen door Debels, 1933.
- Aptito, Aptito augurken, 1935.

### Stripboeken
- Pam's wonderlijke avonturen.
- Pam bij de Maanapen.
- Het betoverde Bos, (Illustraties, auteur: G. Badenhuizen), 1938
- Pepipo's wonderlijke reizen, (Joe Sten ; illustraties Ignace del Bes).
- De lotgevallen van Loekie Langoor.
- Loekie Langoor Comic.
- Loekie Langoor Diavoorstelling.

## Wetenswaardigheden
- In de film voor Niemyer-pijptabak gebruikte Debels niet alleen Koko de Clown (van M. Fleischer), maar introduceerde ook Felix de Kat (van Pat Sullivan en Otto Messmer), die tabak verkoopt.